# Baarn
Baarn este o comună și o localitate în provincia Utrecht, Țările de Jos. 

## Localități componente
Baarn, Eembrugge, Lage Vuursche.

## Personalități născute aici
- Fanny Blankers-Koen (1918 - 2004), atletă.